# Великоуківський район
Великоуківський район (рос. Большеуковский район) — адміністративний район в складі Омської області, Росія. 
Адміністративний центр — село Великі Укі.

## Географія
Площа району - 9500 км². Основні річки - Великий Айов, Малий Айов, Велика Тава. Відстань до обласного центру - 292 км.

## Населення
Населення - 7360 осіб. Великі національності: росіяни, білоруси, німці, поляки, татари, українці, чуваші.